# ビッカース ヴァンガード

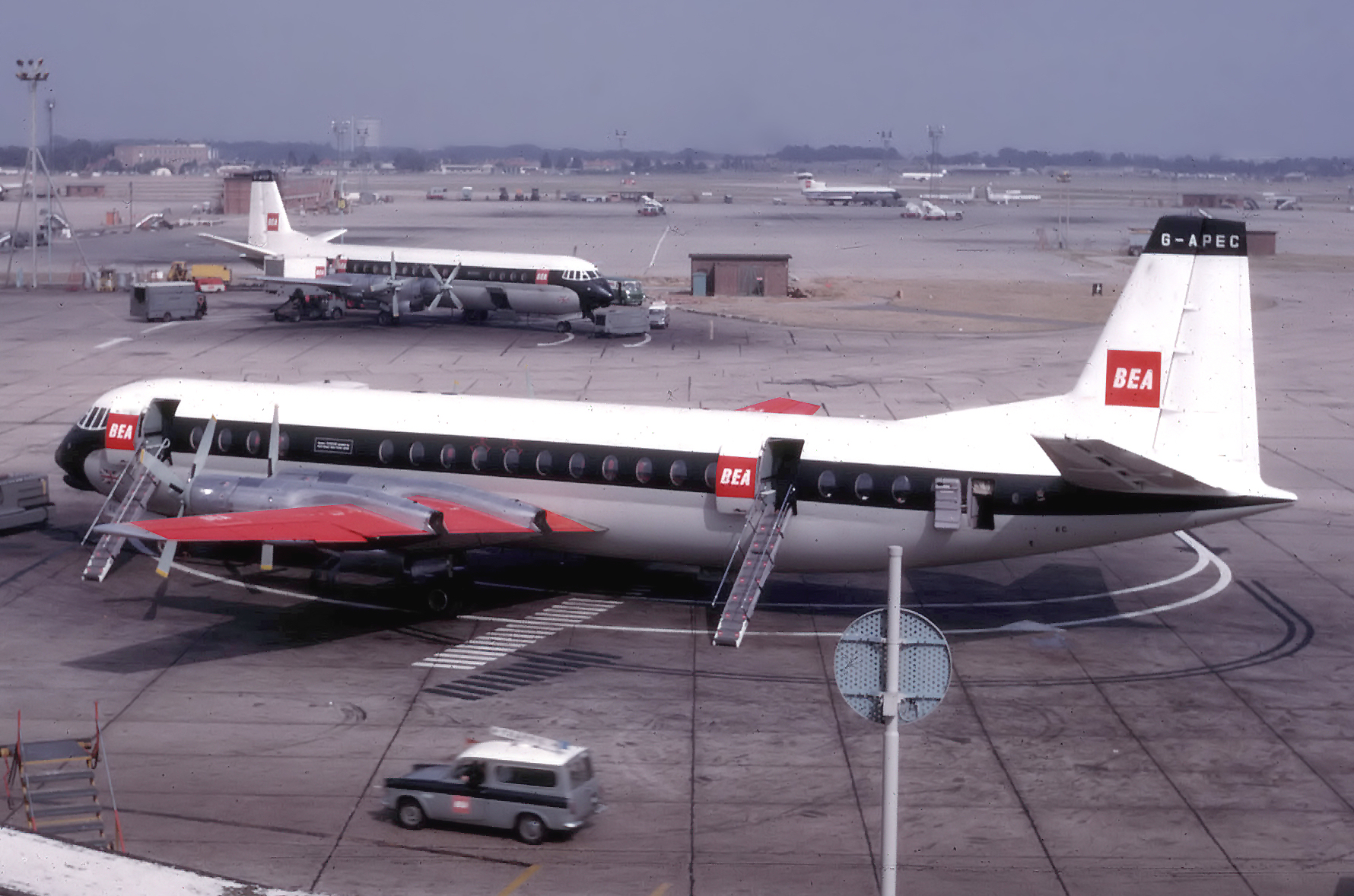
英国欧州航空（BEA)のビッカース ヴァンガード G-APEC（1965年撮影、ロンドン・ヒースロー空港）この機体は1959年に製造され、1971年の事故により損失した。

ビッカース ヴァンガード（Vickers Vanguard）は、イギリスの航空機メーカーであったビッカース社がバイカウントの後継機として開発した中距離ターボプロップ4発旅客機である。
1959年1月20日に初飛行し、当時の主力旅客機であったダグラス DC-4ないしDC-6といった旅客機の後継機という狙いもあった。開発が進められていた当時はジェットエンジンの経済性が悪く、レシプロの次はターボプロップという読みから開発された。胴体断面は逆だるま型（西洋梨型）が採用され、旅客型ないし貨物型にも適しているとされていた。
しかしながら開発に手間取っている間にジェット旅客機が市場に進出してきたため、ブリティッシュ・エアウェイズとカナダのトランス・カナダ航空（現エア・カナダ）からの2社の発注に限定され、わずか43機の生産で打ち切られた。
BEAでは、10年ほど旅客機として使用した後、所有する19機を貨物機に転用し始めたが、その最中に後述する墜落事故が発生した。最後の機体が退役したのは1996年であった。

## 欠陥
このヴァンガードには、設計ミスにより圧力隔壁が与圧に耐えられないという欠陥があり、時間の経過と共に腐食が進行していた。そのため画像のG-APECは1971年10月2日にベルギー上空で圧力隔壁破断により空中分解したため墜落し、搭乗していた乗員乗客63名が犠牲になった（BEA706便墜落事故）。これにより改修と金属疲労の検査方法が再検討された。

## 性能要目（一般的なもの）
- 操縦乗員: 2-3
- 乗客: 139（最大）
- 全長: 37.50 m
- 全幅: 36.10 m
- 高さ: 10.60 m
- 翼面積: 142 m2
- 機体重量: 37,421 kg
- 最大離陸重量: 63,977 kg
- エンジン: ロールス・ロイス タイン RTy.11 Mk 512 ターボプロップ4発
- 出力: 5,545 hp (4,135 kW)X4
- 最大速度: 684 km/h
- 航続距離: 2,945 km
- 実用限界上昇高度: 9,145 m